# 브람 판 더 베크

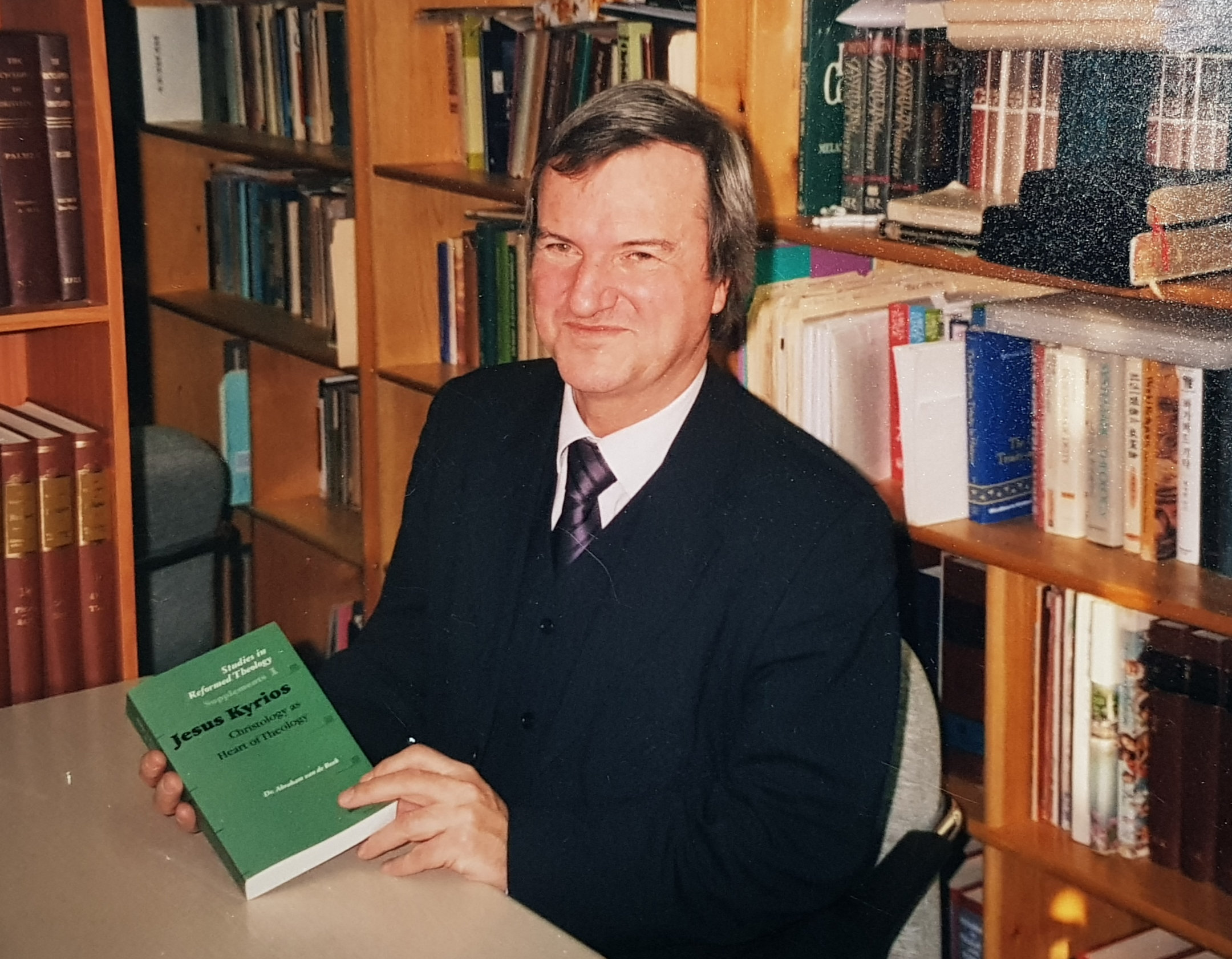
브람 판 더 베크 평택대학교 안명준 교수 연구실에서

브람 판 더 베크(네덜란드어: Bram van de Beek, 1946년 10월 9일 - )는 네덜란드의 신학자이다. 그는 레이덴 대학교와 암스테르담 자유대학교에서 조직신학 교수를 하였고 은퇴하였다. 1995년 세계개혁신학회를 창립하였다. 2005년 한국에서 열리는 세계개혁신학회 때 방문하여 기조강연을 하였다.

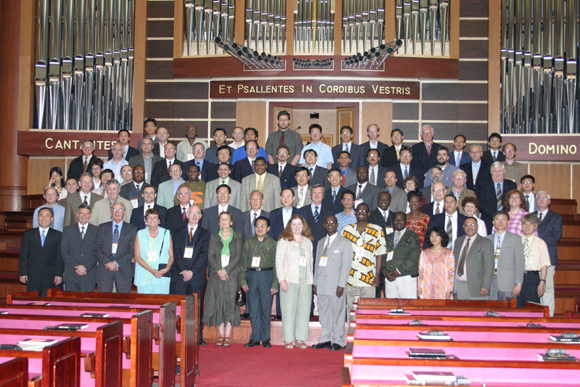
세계개혁신학회 모임 장소: 서울교회, 2005년 7월 5일

## 경력
판더 베크는 1946년에 룬데런에서 태어났다. 1964년부터 1970년까지 그는 신학 공부를 위트레흐트 대학교에서 하고, 아놀드 판 룰러(Arnold van Ruler)밑에서 석사학위를 얻었다. 그리고 4년 후 그 학교에서 F.P. 용커 아래서 Ph.D.(식물학)를 받았다. 레이던 대학교에서 신학박사(DTh)를 1980년 헨드리쿠스 베르코프의 지도하에 받았다. 그는 1970년부터 1981년까지 네덜란드 개혁교회에서 목회사역을 하였다. 2000년까지 레이든 대학에서 성경과 조직신학 교수였다. 그해 암스테르담 자유대학교에서 기독교학과의 교수가 되었다.1997년에는 왕립 네덜란드 예술과학한림원 회원으로 임명되었다.

## 저서
1. Why? On Suffering, Guilt, and God (Dutch 1984; English1990)
2. The Breath of God: the Holy Spirit in Church and Cosmos (Dutch 1987)
3. Miracles and Miracle Stories (Dutch1991; Indonesian 1996)
4. Creation: the World as a Prelude to Eternity (Dutch 1996)
5. Jesus Kyrios: Christology as the Heart of Theology (Dutch 1998; English 2002)
6. The Circle around the Messiah: Israel as the People of the Suffering Lord (Dutch 2002)
7. Creation or incident (Dutch 2006)
8. God does justice: Eschatology as Christology (Dutch 2008)

## 참고문헌
- 판 더 베크, "교회의 정체성과 사명", 번역 안명준 <조직신학연구> 2 (2003): 12-30.

## 같이 보기
- 세계개혁신학회
- 칼뱅주의
- 이종윤
- 안명준
- 이승구